# Jimmy Cochran
James Michael Cochran, detto Jimmy (Burlington, 29 maggio 1981), è un ex sciatore alpino statunitense specialista delle prove tecniche.

## Biografia
Jimmy Cochran proviene da una famiglia di grandi tradizioni nello sci alpino: figlio di Bob, è nipote di Mickey il quale, dopo aver allenato personalmente i quattro figli che sarebbero entrati nella nazionale statunitense - oltre a Bob, Lindy, Marilyn e Barbara -, nel 1974 sarebbe divenuto allenatore della stessa squadra nazionale. Anche la generazione di Jimmy avrebbe fornito diversi elementi alla nazionale statunitense, come i suoi cugini Roger Brown, Ryan Cochran-Siegle, Jessica Kelley, Tim Kelley e Robby Kelley.

### Stagioni 1998-2005
Attivo in gare FIS dal marzo del 1998, Cochran debuttò in Nor-Am Cup il 3 gennaio 2000 a Hunter Mountain, senza concludere lo slalom speciale in programma. All'inizio della stagione 2003-2004 ottenne il suo primo podio nel circuito continentale nordamericano (2º nello slalom speciale di Winter Park del 20 novembre) ed esordì sia in Coppa del Mondo, il 23 novembre nello slalom speciale di Park City, sia in Coppa Europa, il 2 dicembre nello slalom speciale di Åre, in entrambi i casi senza concludere la prima manche. L'11 marzo 2004 colse a Mont-Tremblant la sua prima vittoria in Nor-Am Cup, ancora in slalom speciale.
Raccolse i primi punti in Coppa del Mondo con il 14º posto nello slalom gigante dell'Alta Badia disputato il 19 dicembre 2004; nel 2005 venne convocato per i suoi primi Campionati mondiali, quelli di Bormio/Santa Caterina Valfurva, che chiuse con il 16º posto nello slalom gigante.

### Stagioni 2006-2013
Nella stagione 2005-2006 ottenne prima il suo unico podio in Coppa Europa (2º nello slalom speciale dell'Alta Badia del 13 dicembre), poi il suo miglior piazzamento in Coppa del Mondo (7º nello slalom gigante di Kranjska Gora del 21 dicembre); in seguito rappresentò gli Stati Uniti ai XX Giochi olimpici invernali di Torino 2006, dove giunse 12º nello slalom speciale, e ottenne la sua ultima vittoria in Nor-Am Cup, il 17 marzo nello slalom speciale di Panorama.
Convocato nuovamente ai Mondiali ad Åre nel 2007, fu 37º nello slalom gigante e non concluse la prima manche dello slalom speciale. Il 29 novembre dello stesso anno colse a Winter Park il suo ultimo podio in Nor-Am Cup (2º in slalom speciale), mentre ai Mondiali di Val-d'Isère 2009, sua ultima presenza iridata, conquistò il suo miglior piazzamento nella competizione, con il 10º posto nello slalom speciale.
Ai XXI Giochi olimpici invernali di Vancouver 2010 non concluse la prova di slalom speciale. Si congedò dalla Coppa del Mondo in occasione dello slalom speciale di Kranjska Gora dell'11 marzo 2012, che chiuse al 25º posto, e terminò l'attività agonistica disputando uno slalom speciale, valido come gara FIS, a Sunday River il 7 aprile 2013.

## Palmarès

### Coppa del Mondo
- Miglior piazzamento in classifica generale: 54º nel 2008

### Coppa Europa
- Miglior piazzamento in classifica generale: 67º nel 2004
- 1 podio:
  - 1 secondo posto

### Nor-Am Cup
- Miglior piazzamento in classifica generale: 7º nel 2005
- 10 podi:
  - 4 vittorie
  - 3 secondi posti
  - 3 terzi posti

#### Nor-Am Cup - vittorie
| Data          | Località       | Paese  | Specialità |
| ------------- | -------------- | ------ | ---------- |
| 11 marzo 2004 | Mont-Tremblant | Canada | SL         |
| 10 marzo 2005 | Mont-Tremblant | Canada | GS         |
| 11 marzo 2005 | Mont-Tremblant | Canada | GS         |
| 17 marzo 2006 | Panorama       | Canada | SL         |

Legenda:

GS = slalom gigante

SL = slalom speciale

### Australia New Zealand Cup
- Miglior piazzamento in classifica generale: 10º nel 2007
- 2 podi:
  - 2 terzi posti

### Campionati statunitensi
- 9 medaglie[3]:
  - 5 ori (slalom gigante, slalom speciale nel 2004; slalom speciale nel 2007; slalom speciale, combinata[4] nel 2008)
  - 4 argenti (slalom speciale nel 2005; slalom gigante, slalom speciale nel 2006; slalom speciale nel 2009)